# Banque de Bretagne
La Banque de Bretagne est une banque française créée en 1909. 
D'abord banque de détail française de dimension régionale, nationalisée sous la présidence de François Mitterrand, elle est devenue filiale du Groupe BNP Paribas. Elle disparaît en 2012. 

## Histoire de la banque
- 1909 : création de la Banque de Bretagne[1],[2].
- 1934 : la banque compte 19 agences, 4 banques absorbées et le capital est décuplé[1].
- 1949 : elle renforce son implantation régionale[1].
- 1961 : apport et fusion de la Banque Brestoise à Brest[1].
- 1968 : apport et fusion de la Banque de gestion et d’Escompte à Paris ce qui permettra d’ouvrir une agence à Montparnasse[1].
- 1982 : la Banque de Bretagne est nationalisée[1].
- 1989 : la Banque de Bretagne devient filiale de la BNP[1].
- 2001 : la banque de Bretagne lance un service de banque à distance sur Internet[1].
- 2012 : la Banque de Bretagne est absorbée par la BNP Paribas[3].